# Юлен (Міннесота)
Юлен (англ. Ulen) — місто (англ. city) в США, в окрузі Клей штату Міннесота. Населення — 476 осіб (2020).

## Географія
Юлен розташований за координатами 47°4′42″ пн. ш. 96°15′31″ зх. д. / 47.07833° пн. ш. 96.25861° зх. д. (47.078351, -96.258646).  За даними Бюро перепису населення США в 2010 році місто мало площу 2,94 км², уся площа — суходіл. В 2017 році площа становила 2,74 км², уся площа — суходіл.

## Демографія
Згідно з переписом 2010 року, у місті мешкало 547 осіб у 234 домогосподарствах у складі 130 родин. Густота населення становила 186 осіб/км².  Було 268 помешкань (91/км²).
Расовий склад населення:
| - 93,1 % — білих - 3,7 % — корінних американців - 0,4 % — чорних або афроамериканців - 0,2 % — азіатів |

До двох чи більше рас належало 2,2 %. Частка іспаномовних становила 0,5 % від усіх жителів.
За віковим діапазоном населення розподілялося таким чином: 21,2 % — особи молодші 18 років, 50,8 % — особи у віці 18—64 років, 28,0 % — особи у віці 65 років та старші. Медіана віку мешканця становила 46,6 року. На 100 осіб жіночої статі у місті припадало 97,5 чоловіків;  на 100 жінок у віці від 18 років та старших — 94,1 чоловіків також старших 18 років.
Середній дохід на одне домашнє господарство  становив 54 190 доларів США (медіана — 40 313), а середній дохід на одну сім'ю — 75 410 доларів (медіана — 59 531). За межею бідності перебувало 14,0 % осіб, у тому числі 11,9 % дітей у віці до 18 років та 19,3 % осіб у віці 65 років та старших.
Цивільне працевлаштоване населення становило 199 осіб. Основні галузі зайнятості: освіта, охорона здоров'я та соціальна допомога — 26,6 %, роздрібна торгівля — 13,1 %, транспорт — 12,1 %, будівництво — 11,6 %.